# Gerhart Friedlander

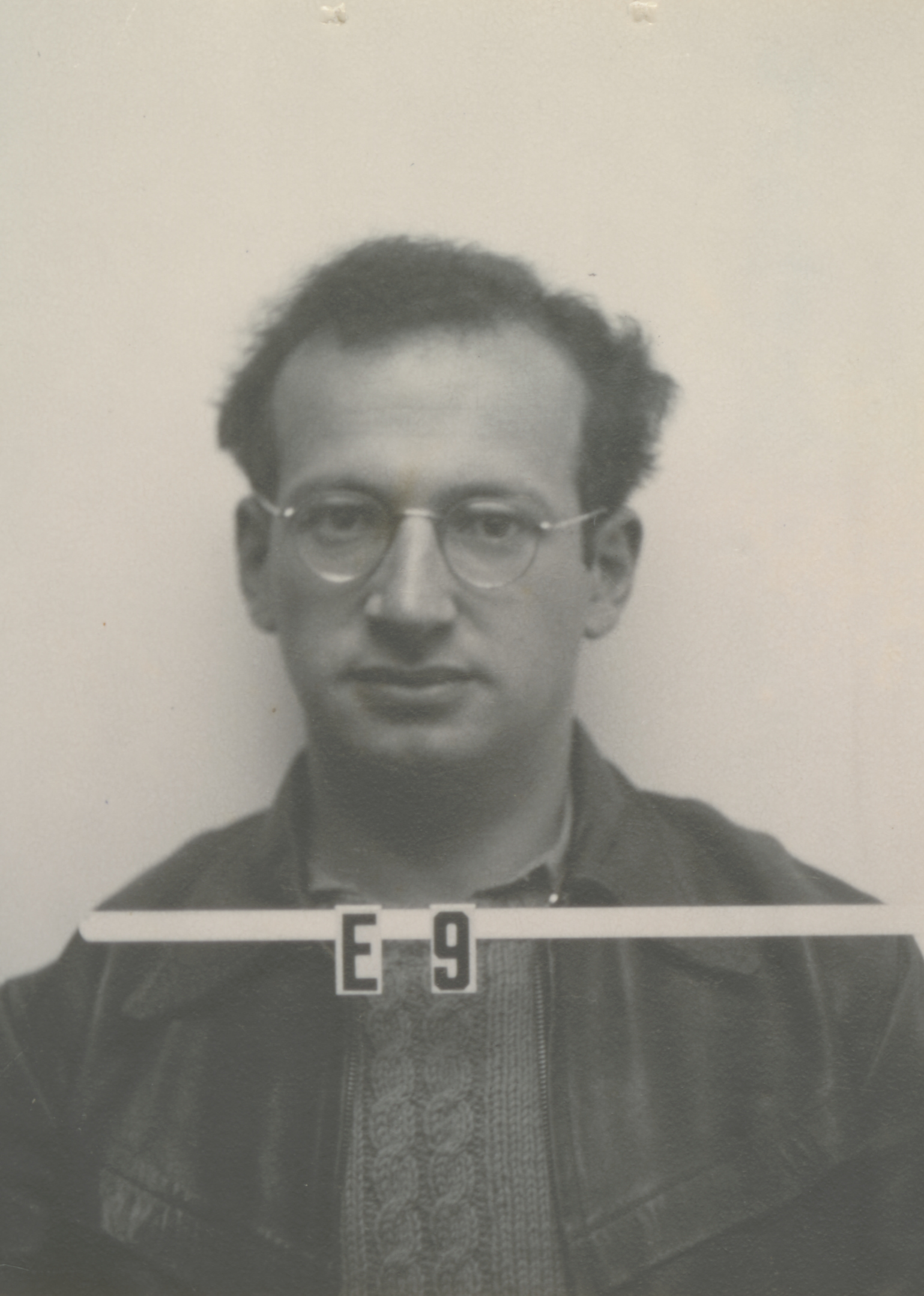
G. Friedlander Ausweisfoto Los Alamos (Foto ca. 1943 bis 1947)

Gerhart „Gert“ Friedlander (* 28. Juli 1916 in München; † 6. September 2009 in South Setauket, New York) war ein deutschamerikanischer Nuklearchemiker.

## Leben
Gerhart Friedlaender war ein Sohn des Münchener Juristen Max Friedlaender. Er besuchte in München das Gymnasium und konnte nach der Machtergreifung der Nationalsozialisten zwar 1935 noch das Abitur machen, wurde dann aber als Jude nicht zum Studium zugelassen. So begann er im Frühjahr 1935 eine Ausbildung als Chemielaborant, die er im Oktober 1936 abschloss. Im November emigrierte er in die USA und erhielt vor Ort ein Stipendium der Hillel-Foundation zugeteilt. Seine Schwester Leonore und ihr Mann George Nikolaus Halm emigrierten ebenfalls in die USA, sein Bruder Rudolf war nach England emigriert und fiel als britischer Soldat im Zweiten Weltkrieg.
Er studierte Chemie an der University of California, Berkeley, wo er bei 1942 bei Glenn T. Seaborg mit der Arbeit 1. The mechanism of the chemical separation of nuclear isomers. 2. New studies in artificial radioactivity promovierte. Friedlander amerikanisierte seinen Nachnamen und wurde als junger Wissenschaftler in das Manhattan-Projekt aufgenommen.
Nach dem Ende des Zweiten Weltkriegs arbeitete er in den Forschungslabors der General Electric in Schenectady und ging dann in das Brookhaven National Laboratory (BNL), das für die Entwicklung ziviler Anwendungen der Atomenergie neu gegründet worden war. Er wurde dort zum Leiter des Chemie-Departments. Mit Joseph W. Kennedy schrieb er das Lehrbuch Nuclear and Radiochemistry, das 1949 zuerst unter dem Titel Introduction to Radiochemistry erschien und in verschiedene Sprachen übersetzt wurde. Friedlander war am BNL ein Befürworter für die Teilnahme am Gallium-Experiment, das 1991 im Laboratori Nazionali del Gran Sasso gestartet wurde. In den 1990er Jahren war Friedlander Herausgeber des populärwissenschaftlichen Magazins „Science Spectra“.
Friedlander redigierte die als Manuskript vorliegende Autobiografie seines Vaters, die dann auf der Website der Bundesrechtsanwaltskammer veröffentlicht wurde. Er gab auch das Tagebuch seines Bruders Rudolf Friedlaender heraus.
1973 wurde Friedlander in die National Academy of Sciences, 1974 in die American Academy of Arts and Sciences gewählt.

## Schriften
- mit Joseph W. Kennedy: Lehrbuch der Kern- und Radiochemie. Dt. Übers. von Gertrude u. Gerhart Friedlander. München: Thiemig, 1962
- mit Joseph Weneser: Solar Neutrinos: Questions and Hypotheses, in: Science, 13. Feb., 1987 S. 755–759
- mit Keith Turner: Rudi's Story: The Diary and Wartime Experiences of Rudolf Friedlaender. London: Jedburgh, 2006? ISBN 978-0-9544756-1-1
- beteiligt an: Hitler's Courts: Betrayal of the Rule of Law in Nazi Germany. Old Westbury, NY: Touro College Jacob Fuchsberg Law Center, 2006. DVD-Video
- Science Spectra: The International Magazine of Contemporary Scientific Thought. Melbourne: Gordon and Breach Pub. Group, 1995
- Memoirs. Nachweis bei WorldCat